# 青森県道211号折茂上北町停車場線
青森県道211号折茂上北町停車場線（あおもりけんどう211ごう おりもかみきたちょうていしゃじょうせん）は、青森県上北郡東北町から六戸町に至る一般県道である。

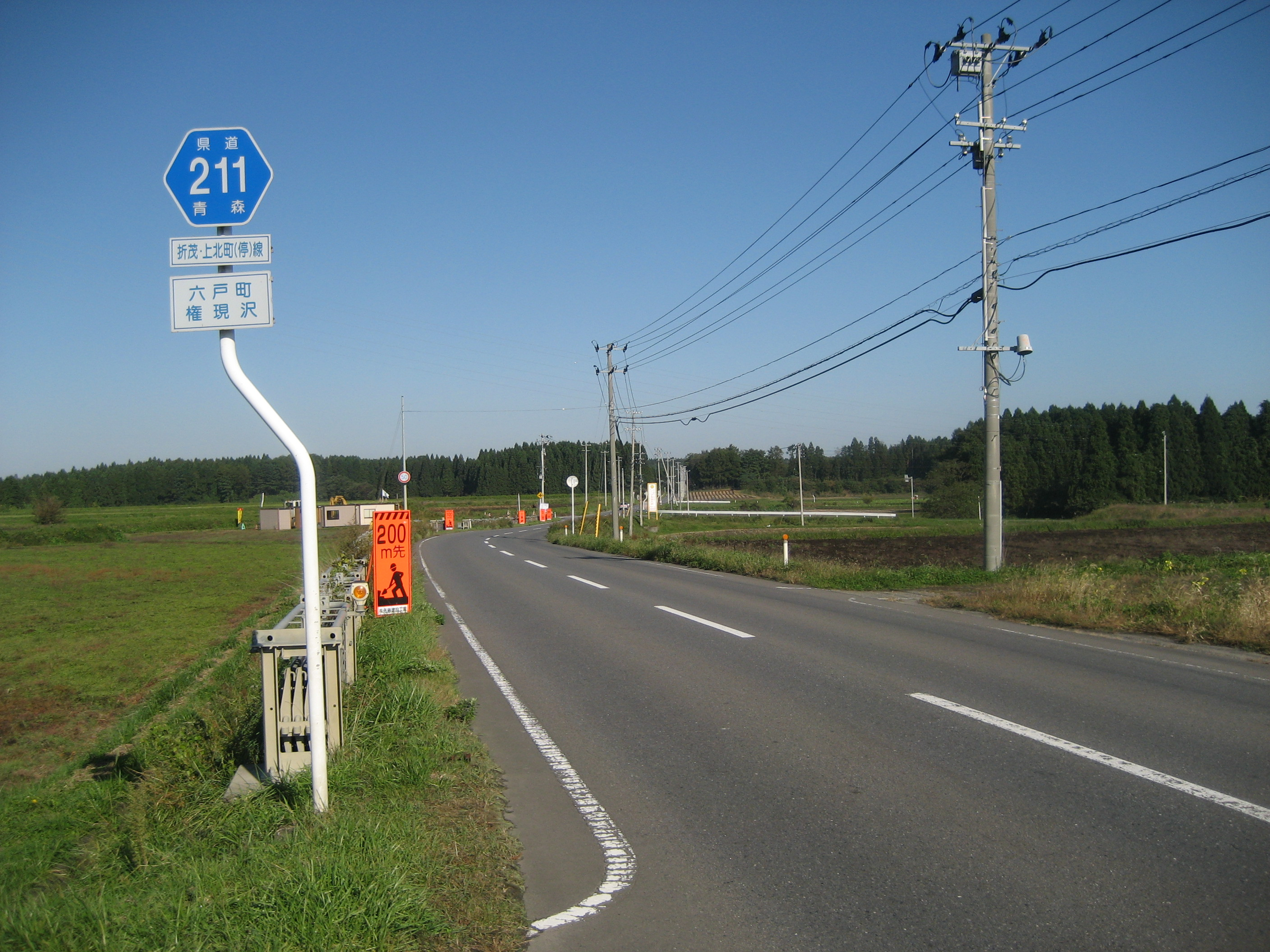
六戸町権現沢付近

## 概要
六戸町折茂字折茂新田で国道45号から北へ分岐し、廃線になった十和田観光電鉄線と交差したあと東北新幹線のトンネル区間の地上部分を通って交差する。東北町大浦で上北自動車道 上北ICに接続したあとに青い森鉄道 青い森鉄道線および青森県道8号八戸野辺地線と並行しながら上北町駅に至る。

### 路線データ
- 総延長 : 17.610 km[1]
- 起点 : 上北郡六戸町大字折茂[2]（国道45号）
- 終点 : 上北停車場[2]（上北町駅）

## 歴史
- 1961年（昭和36年）2月10日 - 青森県道に認定される[2]

## 路線状況

### 重複区間
- 青森県道22号三沢七戸線 : 六戸町犬落瀬 - 東北町大浦
- 青森県道219号水喰上北町停車場線（上北郡東北町上北南 - 終点）
- 青森県道121号七戸上北町停車場線（上北郡東北町上北南 - 終点）

## 地理

### 交差する道路
- 国道45号（上北郡六戸町大字折茂、起点）
- 青森県道10号三沢十和田線（上北郡六戸町犬落瀬）
- 青森県道22号三沢七戸線（上北郡六戸町犬落瀬）
- 青森県道22号三沢七戸線（上北郡東北町大浦南）
- E4A 上北自動車道（上北道路・上北天間林道路）上北IC（上北郡東北町大浦南）
- 青森県道219号水喰上北町停車場線（上北郡東北町上北南）
- 青森県道165号上野十和田線（上北郡東北町上北南）
- 青森県道121号七戸上北町停車場線（上北郡東北町上北南）

### 沿線の施設など
- 十和田観光電鉄七百駅（廃駅）
- 六戸町立七百中学校
- 虫神工業団地
- 上北第二農工団地
- 青い森鉄道上北町駅